# Shimazu Katsuhisa
Shimazu Katsuhisa est un nom japonais traditionnel ; le nom de famille (ou le nom d'école), Shimazu, précède donc le prénom (ou le nom d'artiste).
Shimazu Katsuhisa (島津 勝久, né le 8 septembre 1503 et décédé le 9 novembre 1573) est le quatorzième chef du clan Shimazu et troisième fils de Shimazu Tadamasa durant l'époque des États guerriers de l'époque Sengoku du XVIe siècle de l'histoire du Japon.
Il conteste la direction du clan Shimazu contre le cinquième chef de la branche Satsuma du clan de Shimazu Sanehisa. Ayant perdu ce combat, il est expulsé vers la province de Bungo. Il fait plus tard une proposition pour accueillir Shimazu Takahisa de la branche Mimasaka des Shimazu à la tête du clan et réussit finalement à évincer Sanehisa.
Katsuhisa essaye de diriger le clan, essentiellement en tant que père adoptif de Takahisa, mais est expulsé par Takahisa lui-même pour s'être opposé à sa politique. Selon le document tenu par le clan Shimazu, il est dit qu'il a voyagé de long en large pendant le reste de sa vie.

## Source de la traduction
- (en) Cet article est partiellement ou en totalité issu de l’article de Wikipédia en anglais intitulé « Shimazu Katsuhisa » (voir la liste des auteurs).